# Гудвин, Кристин
Кристин Гудвин (англ. Christine Goodwin; 4 июня 1937 — 8 декабря 2014; Уоберн, Великобритания) —  британская активистка за права трансгендерных людей, которая сыграла решающую роль в принятии правительством Великобритании Закона о признании пола 2004 года. В прошлом она была водителем автобуса. Перенесла операцию по коррекции пола в 1990 году в больнице Чаринг-Кросс в Лондоне. Позже в Европейском суде по правам человека оспорила решение правительства Великобритании из-за своей неспособности получить государственную пенсию в том же возрасте, что и другие женщины. В результате рассмотрения её дела, ЕСПЧ постановил, что Великобритания нарушила ее права в соответствии с Европейской конвенцией по правам человека. В ответ Великобритания приняла Закон о признании пола 2004 года.
В 2014 году после ее смерти, Гудвин была провозглашена организацией Transgender Europe «новатором для прав транс-людей» и «пионером».